# Hans Furler
Hans Furler (ur. 5 czerwca 1904 w Lahr, zm. 29 czerwca 1975 w Achern) – niemiecki polityk chrześcijańsko-demokratyczny, przewodniczący Parlamentu Europejskiego w latach 1956–1958 i 1960–1962.

## Życiorys

### Kariera naukowa i zawodowa
Urodził się w 1904 r. w Lahr w Badenii, gdzie ukończył szkoły: podstawową oraz średnią. Następnie podjął studiował prawo we Fryburgu Bryzgowijskim, Belinie i Heidelbergu, które ukończył pomyślnie zdanym egzaminem państwowym w 1925 r. W 1928 r. uzyskał stopień naukowy doktora na podstawie pracy: Uprawnienia nadzwyczajne policji a obowiązki państwa.
W grudniu 1928 r. zdał egzamin na asesora i podjął pierwszą pracę jako adwokat w Pforzheim. od 1930 r. również wykładał prawo patentowe. W 1932 r. habilitował się na Uniwersytecie Technicznym w Karlsruhe. W 1940 r. jako tamtejszy wykładowca otrzymał tytuł profesora nadzwyczajnego.
Od 1945 do 1948 r. pracował ponownie jako adwokat w fabryce papieru. W 1948 r. otworzył własną kancelarię adwokacką we Fryburgu Bryzgowijskim. Po 1950 r. objął stanowisko wykładowcy na Uniwersytecie Fryburskim.

### Kariera polityczna
W 1952 r. wstąpił w szeregi Unii Chrześcijańsko-Demokratycznej. Niedługo potem został przewodniczącym rady ekonomicznej CDU w Badenii. W latach 1953–1972 zasiadał jako poseł do Bundestagu Republiki Federalnej Niemiec. Angażował się silnie w integrację europejską, przewodnicząc kilku komitetom, m.in. spraw zagranicznych EWWiS.
W latach 1955–1973 zasiadał z ramienia CDU w szeregach Parlamentu Europejskiego, a w latach 1956–1958 i 1960–1962 był jego przewodniczącym oraz wiceprzewodniczącym (1962–1973).

### Śmierć
Zmarł 29 czerwca 1975 r. w Achern.

## Publikacje
- Das polizeiliche Notrecht und die Entschädigungspflicht des Staates, Diss.jur., Heidelberg 1928
- Parlamente über den Nationen. Entwicklung, Zustand und Aussichten in Europa, [w:] Die Politische Meinung, 1957, Heft 11, s. 17–28.
- Im neuen Europa. Erlebnisse und Erfahrungen im Europäischen Parlament, Frankfurt/Main 1963